# Titularbistum Macriana in Mauretania
Das Bistum Macriana in Mauretania (italienisch diocesi di Macriana di Mauritania, lateinisch Dioecesis Macrianensis in Mauretania) ist ein Titularbistum der römisch-katholischen Kirche.
Es geht zurück auf einen früheren Bischofssitz in der gleichnamigen antiken Stadt, die sich in der römischen Provinz Mauretania Caesariensis im Norden von Algerien befand.
| Titularbischöfe von Macriana in Mauretania |                                   |                                                 |                   |                   |
| Nr.                                        | Name                              | Amt                                             | von               | bis               |
| 1                                          | Francis Frederick Reh             | Rektor des Päpstlichen Nordamerika-Kollegs      | 5. September 1964 | 11. Dezember 1968 |
| 2                                          | John Michael Sherlock             | Weihbischof in London (Kanada)                  | 25. Juni 1974     | 7. Juli 1978      |
| 3                                          | Francisco María Aguilera González | Weihbischof in Mexiko-Stadt (Mexiko)            | 5. Juli 1979      | 6. August 2010    |
| 4                                          | Laurent Dognin                    | Weihbischof in Bordeaux (Frankreich)            | 5. Januar 2011    | 20. Mai 2015      |
| 5                                          | Robert Barron                     | Weihbischof in Los Angeles (Vereinigte Staaten) | 21. Juli 2015     | 2. Juni 2022      |
| 6                                          | Reginei José Modolo               | Weihbischof in Curitiba (Brasilien)             | 7. Dezember 2022  |                   |